# Szuzuki Kenzó
Szuzuki Kenzó (Tojota, 1950 –) japán csillagász. Több kisbolygó felfedezésében is együttműködött Urata Takesivel és Furuta Tosimaszával.

## Munkássága
Ő figyelte meg először a kisbolygóövben található 3533 Toyota aszteroidát, amelyet szülővárosáról nevezett el. Tojotában több előadást is rendezett a csillagászatról, emellett részt vett a Brother Earth planetárium vagy a világ legnagyobb planetáriumának számító Nagoja Városi Tudományos Múzeum programjaiban is. Az általános iskolások csoportjaitól kezdve a felnőttekig lehetővé teszi, hogy megfigyeljék a bolygókat távcsöveken keresztül, emellett megosztja velük tapasztalatait és betekintését veterán csillagászként.
Kenzóról kapta a nevét az 5526 Kenzo kisbolygó.

## Felfedezett kisbolygói
1984 és 1992 között összesen 42 kisbolygót fedezett fel a Minor Planet Center szerint.
[A] – Urata Takesivel együtt fedezte fel

[B] – Furuta Tosimaszával együtt fedezte fel
| 3165 Mikawa       | 1984. augusztus 31. [A]  |
| 3178 Yoshitsune   | 1984. november 21. [A]   |
| 3533 Toyota       | 1986. október 30. [A]    |
| 3733 Yoshitomo    | 1985. január 15. [A]     |
| 3828 Hoshino      | 1986. november 22. [A]   |
| 4035 Thestor      | 1986. november 22. [A]   |
| 4037 Ikeya        | 1987. március 2. [A]     |
| 4212 Sansyu-Asuke | 1987. szeptember 28. [A] |
| 4374 Tadamori     | 1987. január 31. [A]     |
| 4445 Jimstratton  | 1985. október 15. [A]    |
| 4488 Tokitada     | 1987. október 21. [A]    |
| 4538 Vishyanand   | 1988. október 10.        |
| 4541 Mizuno       | 1989. január 1. [B]      |
| 4604 Stekarstrom  | 1987. szeptember 18. [A] |
| 4748 Tokiwagozen  | 1989. november 20. [A]   |
| 4941 Yahagi       | 1986. október 25. [A]    |
| 4945 Ikenozenni   | 1987. szeptember 18. [A] |
| 4998 Kabashima    | 1986. november 5. [A]    |
| 5240 Kwasan       | 1990. december 7. [A]    |
| 5482 Korankei     | 1990. február 27. [A]    |
| 5507 Niijima      | 1987. október 21. [A]    |
| 5592 Oshima       | 1990. november 14. [A]   |
| (5724) 1986 WE    | 1986. november 22. [A]   |

| (5843) 1986 UG     | 1986. október 30. [A]  |
| 6444 Ryuzin        | 1989. november 20. [A] |
| (6448) 1991 CW     | 1991. február 8. [A]   |
| (6967) 1991 VJ3    | 1991. november 11. [A] |
| 7237 Vickyhamilton | 1988. november 3. [B]  |
| 7298 Matudaira-gou | 1992. november 26. [A] |
| (7518) 1989 FG     | 1989. március 29. [B]  |
| (8351) 1989 EH1    | 1989. március 10. [B]  |
| (9547) 1985 AE     | 1985. január 15. [A]   |
| 9865 Akiraohta     | 1991. október 3. [A]   |
| 10725 Sukunabikona | 1986. november 22. [A] |
| (11478) 1985 CD    | 1985. február 14. [A]  |
| (11867) 1989 TW    | 1989. október 4. [B]   |
| (14357) 1987 UR    | 1987. október 22. [A]  |
| (16408) 1986 AB    | 1986. január 11. [A]   |
| (19138) 1989 EJ1   | 1989. március 10. [B]  |
| (23456) 1989 DB    | 1989. február 26. [B]  |
| (26830) 1990 BB    | 1990. január 17. [A]   |
| (32775) 1986 WP2   | 1986. november 29. [A] |

## Fordítás
Ez a szócikk részben vagy egészben  a   Kenzo Suzuki (astronomer) című angol Wikipédia-szócikk fordításán alapul.  Az eredeti cikk szerkesztőit annak laptörténete sorolja fel. Ez a jelzés csupán a megfogalmazás eredetét és a szerzői jogokat jelzi, nem szolgál a cikkben szereplő információk forrásmegjelöléseként.

## Kapcsolódó szócikk
- Kisbolygók listája